# Martha Colburn
Martha Colburn (Gettysburg, 1971/1972) es una artista y cineasta experimental estadounidense.

## Biografía
Marta Colburn nació en Gettysburg, Pensilvania. Estudió arte en el Maryland Institute College of Art y en la Rijksakademie van beeldende kunsten en los Países Bajos. En Estados Unidos ha residido en Nueva York y Baltimore y según distintos momentos de su carrera reside a caballo entre Estados Unidos y Europa (Ámsterdam, Lisboa, Berlín ...).
Cineasta autodidacta, en 1994 comenzó a realizar piezas de found footage y super 8; después creó sus propias filmaciones trabajadas meticulosamente donde vuelca sus conocimientos de animación, fotografía, collage y pintura. Sus temas son diversos y recorren una gran variedad de asuntos, pero aborda con frecuencia muchos de los problemas que han sido su centro de atención como la guerra y violencia en Estados Unidos y el consumo de metanfetaminas. Desde que inició sus primeros pasos en el cine en los años 1990 ha producido más de 60 películas, que se han proyectado en importantes centros de arte y festivales y que forman parte de colecciones tan prestigiosas como la del Museo de Arte Moderno de Nueva York (MoMa) y una de sus películas fue seleccionada para el Festival de Cine de Cannes en 2006. Expone a menudo en museos y galerías elementos de sus films utilizando proyecciones de diapositivas y murales para generar instalaciones. Ha impartido talleres de animación en Europa, América y China. También ha realizado videoclips para músicos y bandas como Deerhoof, Laura Ortman, Rita Braga, Sean Lennon, Felix Kubin y muchos otros. Con su propia banda de Baltimore, The Dramatics ha sacado seis discos. También contribuyó con sus animaciones al documental The Devil and Daniel Johnston de Jeff Feuerzeig.
Se puede acceder a una aproximación a su extensa filmografía en Experimental Cinema.